# Гонсалес Пенья, Рамон
Рамон Гонсалес Пенья (исп. Ramón González Peña; 1890, Лас-Регерас, Астурия
— 5 августа 1952, Мехико) — деятель испанского рабочего движения. Политический и государственный деятель, лидер социалистов Астурии, председатель Испанской социалистической рабочей партии (1936—1939), министр юстиции Испании (1938—1939), лидер социалистов в Конгрессе депутатов (1937—1939).

## Биография
Шахтёр по профессии, организатор и генеральный секретарь национального профсоюза горняков. Во время Второй Испанской республики занимал место в кортесах в качестве депутата-социалиста от Уэльвы. Позже он вернулся в Астурию, где занимал должности мэра Мьереса и председателя провинциального совета Овьедо.
Ключевая фигура забастовки шахтёров в Астурии (1934). В октябре 1934 года был здесь одним из руководителей вооружённого восстания. После подавления восстания скрывался в городе Абланья до декабря 1934 года, когда его арестовали. Его судили в феврале 1935 года, приговорили к смертной казни, но приговор заменили пожизненным заключением. Освобождён после победы Народного фронта (февраль 1936), когда снова был избран депутатом. 
В годы гражданской войны в Испании (1936—1939) — председатель исполкомов Испанской социалистической рабочей партии и Всеобщего союза трудящихся (с 1937). В 1938—1939 г. занимал пост министра юстиции республиканского правительства Хуана Негрина. Выступал за единство действий с коммунистами и бескомпромиссную борьбу против фашизма.
В 1938—1944 годах — председатель Всеобщего союза трудящихся Испании.
После поражения республиканцев он бежал во Францию, где выступал в качестве члена SERE (Испанская служба эвакуации беженцев). В 1946 году вместе с группой 36 левых социалистов — сторонников Х. Негрина был исключён правыми из социалистической рабочей партии (восстановлен в партии посмертно на 37-м федеральном съезде ИСРП в 2008 году). Умер в эмиграции в Мексике.